# Protestantische Union

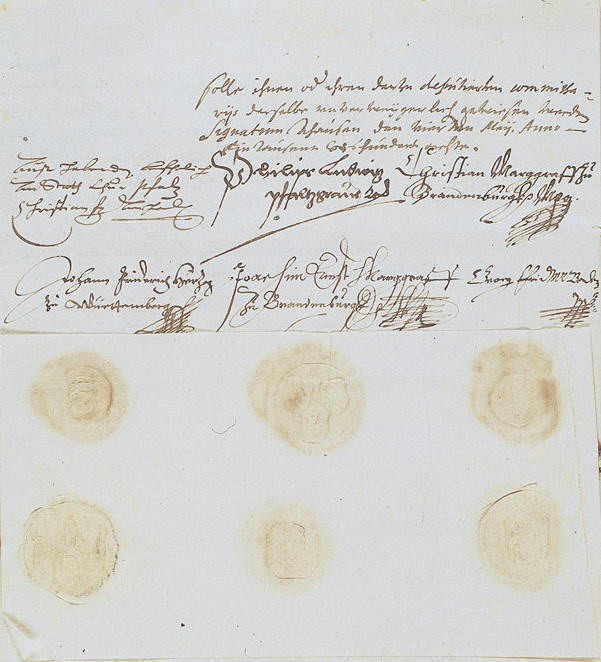
Gründungsurkunde der protestantischen Union vom 14. Mai 1608, heute im Bayerischen Hauptstaatsarchiv

Die Protestantische Union, auch Union von Auhausen, Deutsche Union oder eher despektierlich Protestantische Aktionspartei, war ein 1608 im Vorfeld des Dreißigjährigen Krieges ins Leben gerufener Zusammenschluss von acht protestantischen Fürsten und 17 protestantischen Städten im Heiligen Römischen Reich. Sein Gegenpart war die ein Jahr später gegründete Katholische Liga.

## Vorgeschichte

Mitglieder der Protestantischen Union (blau), etwa 1610

Seit dem Augsburger Religionsfrieden galten das katholische und das lutherische Glaubensbekenntnis im Reich als gleichberechtigt. Ende des 16. Jahrhunderts war das Verhältnis der Konfessionen zunehmend von Misstrauen erfüllt. Die Auseinandersetzungen gewannen an Schärfe und eskalierten im Kölner Krieg und im Straßburger Kapitelstreit. Bemühungen des reformierten Pfälzer Kurfürsten Friedrich IV., die untereinander gespaltenen Protestanten zu einem Bündnis gegen die empfundene „spanische Bedrohung“ zu vereinen, scheiterten zunächst am Widerstand der von Kursachsen angeführten Lutheraner. 1606/07 spitzte sich die Lage in den Kreuz- und Fahnengefechten weiter zu, als Rat und Bürgerschaft der mehrheitlich protestantischen Reichsstadt Donauwörth eine katholische Prozession störten. Kaiser Rudolf II. verhängte die Reichsacht über die Stadt und übertrug die Exekution dem bayerischen Herzog Maximilian I. – gegen geltendes Recht, denn Maßnahmen gegen die schwäbische Stadt wären Sache des vom protestantischen Württemberg geführten Schwäbischen Kreises gewesen. Maximilian nutzte die Gelegenheit, um die Stadt noch im Dezember 1607 in Besitz zu nehmen und in der Folge zu rekatholisieren. Auf dem im Januar 1608 in Regensburg eröffneten Reichstag brachten die Protestanten ihre Missbilligung zum Ausdruck und forderten eine förmliche Bestätigung des Augsburger Religionsfriedens. Versuche einer Verständigung scheiterten; handlungsunfähig geworden, endete der Reichstag am 27. April 1608 ohne Reichsabschied.

## Gründung der Union
Durch die Ereignisse von Regensburg sahen sich die Protestanten in ihrem Misstrauen gegenüber den Institutionen des Reichs bestätigt. In ihren Augen vertrat der Kaiser nicht mehr die Interessen des Reichs, sondern diejenigen der katholischen Kirche und des Hauses Habsburg. Anfang Mai 1608 lud der Ansbacher Markgraf Joachim Ernst die protestantischen Fürsten Süddeutschlands zu Beratungen nach Auhausen ein. Die Tagung begann am 2. Maijul. / 12. Mai 1608greg.. Im Verlauf der fünftägigen Verhandlungen unterzeichneten die Fürsten mehrere Abkommen, so am 4. Maijul. / 14. Mai 1608greg. den eigentlichen Unionsvertrag. Beteiligt waren Friedrich IV. von der Pfalz, vertreten durch seinen Bevollmächtigten Christian von Anhalt, der württembergische Herzog Johann Friedrich, Prinz Wolfgang Wilhelm von Pfalz-Neuburg sowie die Markgrafen Joachim Ernst von Brandenburg-Ansbach, Christian von Brandenburg-Kulmbach und Georg Friedrich von Baden. Der vorläufig auf zehn Jahre befristete Pakt war als reines Defensivbündnis formuliert: die Mitglieder versprachen sich gegenseitige Hilfe, wenn eins oder anderes von uns […] angegriffen wird.

## Mitglieder der Protestantischen Union
Gründungsmitglieder
- Kurfürstentum Pfalz
- Herzogtum Württemberg
- Fürstentum Ansbach
- Fürstentum Kulmbach
- Markgrafschaft Baden-Durlach
- Herzogtum Pfalz-Neuburg (bis 1617)

spätere Mitglieder
- Fürstentum Anhalt (ab 1608)
- Herzogtum Pfalz-Zweibrücken (ab 1608)
- Grafschaft Oettingen-Oettingen (ab 1608)
- Kurfürstentum Brandenburg (ab 1610)
- Landgrafschaft Hessen-Kassel (ab 1610)
- 17 Reichsstädte
  - Nürnberg (ab 1609)
  - Straßburg (ab 1609)
  - Ulm (ab 1609)
  - Schweinfurt (ab 1609)
  - Rothenburg (ab 1609)
  - Weißenburg (ab 1609)
  - Windsheim (ab 1609)
  - Schwäbisch Hall (ab 1610)
  - Heilbronn (ab 1610)
  - Kempten (ab 1610)
  - Memmingen (ab 1610)
  - Nördlingen (ab 1610)
  - Esslingen
  - Aalen
  - Giengen
  - Speyer
  - Worms

## Weitere Entwicklung
Noch im Jahr 1608 stießen weitere Mitglieder zur Union: das Gesamthaus Anhalt, Pfalz-Zweibrücken und Oettingen-Oettingen. Kursachsen mit ins Bündnis zu holen gelang nicht. Dagegen führten entsprechende Verhandlungen mit protestantischen Reichsstädten zum Erfolg: Im Mai 1609 traten Nürnberg, Straßburg und Ulm der Union bei, zwei Monate später auf Vermittlung Nürnbergs die fränkischen Städte Schweinfurt, Rothenburg, Weißenburg und Windsheim. Im Januar und Februar 1610 tagte die Union in Schwäbisch Hall. Hier erklärten Kurfürst Johann Sigismund von Brandenburg und Landgraf Moritz von Hessen-Kassel ihren Beitritt, ebenso die Städte Hall, Heilbronn, Kempten, Memmingen und Nördlingen. Später kamen noch Esslingen, Aalen, Giengen, Speyer und Worms hinzu.
Als Reaktion auf die Union gründeten katholische Fürsten und Städte 1609 die katholische Liga unter Führung Maximilians von Bayern. Im Jülich-Klevischen Erbfolgestreit mobilisierten beide Lager ihre Truppen. Dabei zeigte sich die Union alles andere als einig. Gegen die zur Mäßigung ratenden Städte setzte sich die harte Position Christians von Anhalt durch, der ab 1610 als Kanzler auch offiziell die kurpfälzische Außenpolitik bestimmte. 1613 schwächten zwei Konfessionswechsel die Union: Johann Sigismund trat endgültig zum Calvinismus über, Wolfgang Wilhelm hingegen wurde katholisch und paktierte mit Spanien. Aus Verbündeten waren Feinde geworden. Ein Krieg von europäischer Dimension konnte noch verhindert, aber letztlich nur um wenige Jahre aufgeschoben werden.
Bei Verhandlungen über eine Verlängerung der Union konnte man sich lediglich auf weitere drei Jahre, also bis Mai 1621, verständigen. Mehr und mehr sahen sich die Städte als Spielball der kurpfälzischen Ambitionen, den jungen Kurfürsten Friedrich V. auf den böhmischen Thron zu bringen. Mit diesem Versuch, die Machtverhältnisse im Reich zugunsten des Protestantismus zu verschieben, steuerte die Union auf die offene Auseinandersetzung mit dem Kaiser zu. Nachdem Friedrich am 26. August 1619 tatsächlich zum böhmischen König gewählt worden war, ließ sich der Bruch innerhalb des protestantischen Lagers nicht mehr vermeiden. Am 12. September 1619, beim Treffen der Union in Rothenburg, riet eine von Württemberg angeführte Mehrheit Friedrich davon ab, die Wahl anzunehmen. Der Pfälzer ignorierte die Warnungen, obwohl ihm spätestens jetzt klar sein musste, dass er sich isoliert hatte. Unter französischer Vermittlung schlossen Union und Liga am 23. Junijul. / 3. Juli 1620greg. den Ulmer Vertrag, ein Neutralitätsabkommen, das sich aber nicht auf Böhmen erstreckte. Damit konnten Kaiser und Liga gegen Friedrich vorgehen, ohne dass die Union eingriff. 

## Auflösung der Union
Beim Unionstag in Heilbronn wurde die Auflösung der Union am 24. Apriljul. / 4. Mai 1621greg. förmlich vollzogen, indem keine Verlängerung des im Mai 1621 auslaufenden Unionsvertrags mehr zustande kam. Die Protestantische Union endete somit am 4. Maijul. / 14. Mai 1621greg., genau 13 Jahre nach deren Gründung. Die mit dem Ulmer Vertrag verbundene Hoffnung, den Krieg auf Böhmen beschränken zu können, sollte sich nicht erfüllen. Bereits 1622 flammten die Kämpfe in der Kurpfalz auf – eine weitere Etappe des Dreißigjährigen Kriegs, der weite Teile des Reichs verwüstete.